# إس تي بي لو هافر
إس تي بي لو هافر (بالإنجليزية: STB Le Havre) هو فريق كرة سلة فرنسي تأسس في 1924 يقع في لو هافر، فرنسا. يلعب في الدوري الفرنسي لكرة السلة الدرجة الأولى.

## وصلات خارجية
- الموقع الإلكتروني